# Istind
Der Istind (norwegisch für Eisgipfel) ist ein zum Teil vereister Berg im ostantarktischen Königin-Maud-Land. Auf der Ostseite des Ahlmannryggen ragt er 1,5 km südlich der Tindeklypa auf.
Erste Luftaufnahmen entstanden bei der Deutschen Antarktischen Expedition 1938/39 unter der Leitung von Alfred Ritscher. Norwegische Kartografen, die ihn auch benannten, kartierten den Berg anhand von Luftaufnahmen der Norwegisch-Britisch-Schwedischen Antarktisexpedition (1949–1952) und zwischen 1958 und 1959 erstellten Luftaufnahmen der Dritten Norwegischen Antarktisexpedition (1956–1960).